# Huh Yun-jin
Huh Yun-jin (en hangul: 허윤진; Gangnam-gu, Seúl, 8 de octubre de 2001), conocida monónimamente como Yunjin, es una cantante surcoreana-estadounidense. Debutó como integrante del grupo femenino Le Sserafim en 2022.

## Primeros años y educación
Nació el 8 de octubre de 2001 en el distrito de Gangnam-gu, en Seúl, pero creció en Niskayuna, Nueva York. Estudió en la Escuela Secundaria Niskayuna, antes de transferirse al Departamento de Música Aplicada de la Hanlim Multi Art School el 4 de marzo de 2019.

## Carrera

### 2018: Predebut
En 2018, participó del programa de supervivencia de Mnet, Produce 48 representando a Pledis Entertainment. Sin embargo fue eliminada antes del final de este, ocupando el puesto 26.
El 24 de agosto de 2021, se informó que Huh había firmado un contrato con Source Music.

### 2022-presente: Debut con Le Sserafim
El grupo debutó el 2 de mayo de 2022 con el miniálbum Fearless.Le Sserafim lanzó su segundo EP, Antifragile, el 17 de octubre. Marcó su primer lanzamiento como cinco miembros, tras la partida de Kim Ga-ram. El álbum alcanzó el puesto 14 en el Billboard 200, convirtiendo a Le Sserafim en el grupo de chicas de K-pop que más rápido debutó en la lista.

## Discografía

### Sencillos
| Título                                      | Año                    | Álbum                     |
| Como artista principal                      | Como artista principal | Como artista principal    |
| ------------------------------------------- | ---------------------- | ------------------------- |
| «Raise Y_our Glass»                         | 2022                   | Sin álbum                 |
| «I ≠ Doll»                                  | 2023                   | Sin álbum                 |
| «Love You Twice» (피어나도록)               | 2023                   | Sin álbum                 |
| «Blessing in Disguise»                      | 2023                   | Sin álbum                 |
| «Jellyfish»                                 | 2025                   | Sin álbum                 |
| Como artista invitada                       |                        |                           |
| «Yes or No» (GroovyRoom con Yunjin y Crush) | 2024                   | Sin álbum                 |
| «Stupid in Love» (Max con Yunjin)           | 2024                   | Love in Stereo            |
| Apariciones como invitada                   |                        |                           |
| «I Don't Know» (J-Hope con Yunjin)          | 2024                   | Hope on the Street Vol. 1 |

### Créditos de composición
Todos los créditos son adaptados de la base de datos de la Korea Music Copyright Association, a menos que se indique lo contrario.
| Título                                          | Año  | Artista                       | Álbum          | Letra | Composición |
| ----------------------------------------------- | ---- | ----------------------------- | -------------- | ----- | ----------- |
| «Blue Flame»                                    | 2022 | Le Sserafim                   | Fearless       | Yes   | Yes         |
| «Raise Y_our Glass»                             | 2022 | Ella misma                    | Sin álbum      | Yes   | Yes         |
| «Impurities»                                    | 2022 | Le Sserafim                   | Antifragile    | Yes   | Yes         |
| «No Celestial»                                  | 2022 | Le Sserafim                   | Antifragile    | Yes   | Yes         |
| «Good Parts (When the Quality Is Bad but I Am)» | 2022 | Le Sserafim                   | Antifragile    | Yes   | Yes         |
| «I ≠ Doll»                                      | 2023 | Ella misma                    | Sin álbum      | Yes   | Yes         |
| «Love You Twice»                                | 2023 | Ella misma                    | Sin álbum      | Yes   | Yes         |
| «Eve, Psyche & the Bluebeard's Wife»            | 2023 | Le Sserafim                   | Unforgiven     | Yes   | Yes         |
| «Fearnot (Between You, Me & the Lamppost)»      | 2023 | Le Sserafim                   | Unforgiven     | Yes   | Yes         |
| «Blessing in Disguise»                          | 2023 | Ella misma                    | Sin álbum      | Yes   | Yes         |
| «Perfect Night»                                 | 2023 | Le Sserafim                   | Sin álbum      | Yes   | Yes         |
| «Yes or No»                                     | 2024 | GroovyRoom con Yunjin y Crush | Sin álbum      | Yes   | No          |
| «Stupid in Love»                                | 2024 | Max con Yunjin                | Love in Stereo | Yes   | Yes         |
| «Swan Song»                                     | 2024 | Le Sserafim                   | Easy           | Yes   | Yes         |
| «Smart»                                         | 2024 | Le Sserafim                   | Easy           | Yes   | Yes         |
| «We Got So Much»                                | 2024 | Le Sserafim                   | Easy           | Yes   | Yes         |
| «Crazy»                                         | 2024 | Le Sserafim                   | Crazy          | Yes   | Yes         |
| «Crazier»                                       | 2024 | Le Sserafim                   | Crazy          | Yes   | Yes         |
| «Jellyfish»                                     | 2025 | Ella misma                    | Sin álbum      | Yes   | Yes         |